# 長門三照
長門 三照（ながと みつてる、9月1日 - ）は、日本の男性声優。埼玉県出身。

## 経歴
松濤アクターズギムナジウム、俳協ボイスアクターズスタジオ、talk back卒業。
以前はケンユウオフィスに所属していた。

## 人物
特技は人のモノマネ。資格は普通自動車第一種運転免許。趣味はTVゲーム、映画鑑賞。

## 出演作品

### テレビアニメ
- 狼と香辛料（農夫D）
- おくさまは女子高生（生徒）
- おじゃる丸（男、町の人、鬼、客、亡き者）
- 怪物王女（下層吸血鬼C）
- SHUFFLE!（メリーゴーランド係員）
- SHUFFLE! MEMORIES（メリーゴーランド係員）
- スカルマン（警官）
- スマイルプリキュア!（宗本しんや）
- らぶドル 〜Lovely Idol〜（客達、スタッフ達、客）

### OVA
- MURDER PRINCESS（騎士）

### ゲーム
- やまとまほろば地魂これくしょん（2022年 - 2023年、近江、尾張、夜行）※ブラウザゲーム

### 吹き替え
- アバター 伝説の少年アン
- イタズラなKiss
- GALACTICA/ギャラクティカ
- コールドケース
- ビリー&マンディ

### ドラマCD
- Super Stylish Doctors story「愛の解体新書 外伝 愛のSAMURAI doctor」（桂川甫周）
- WILD ADAPTER 06（松下）

### BLCD
- 愛とバクダン vol.1〜リスキービジネス 危険を買う男〜（生徒A）
- 間の楔 I〜DESTINY〜（リッチー）
- イヤもキライも恋のうち（木崎秀信）
- 影の館2―影の書―（シャヘル1）
- 駆け引きのレシピ（榊田）
- キミに可愛がられたい!（青木）
- 黒い竜は二度誓う（奴隷）
- 恋はあせらず（英）
- 素直になれ!（寮生）
- 専属で愛して（同僚）
- 全寮制櫻林館学院〜ゴシック〜（ソルトラムメンバー）
- 束縛懲罰委員会（生徒2）
- ダイヤモンドに口づけを（神父）
- だまされても好きなひと（生徒2）
- チョコレートのように（望月）
- 罪の褥も濡れる夜（友人）
- ネクラートホリック（羽岡Jr）
- 香港恋愛夜曲（常連客）
- 真昼の月2（周、刑事）
- 若社長の優雅な休日

### デジタルコミック
- 野いちご・ベリーズカフェチャンネル
  - エリート上司の過保護な独占愛（2020年、三谷慎吾）
  - トロイメライは嘘をつく（2020年、ヤマちゃん先生）
  - 可愛すぎるから、いじめたい（2020年、本宮陽）
  - お願い、秘密で、して（2020年、久保寺先生）
  - このキスはフィクションです。（2021年、奏）
- りぼんチャンネル
  - 吸血鬼と薔薇少女（2020年、山吹創牙、2021年、夜宮家当主、藤本智春）
  - ハロー、イノセント（2020年、飯島豊）
  - 初×婚（2020年 - 、岩清水勇気）
  - わたしは亜美ちゃん（2020年、カズキ）
  - キスから溺れる（2020年、来丸千）
  - キスは大人になってから（2020年、一倉湊太）
  - 穴井くんはそこから出ない（2020年、穴井くん）
  - キスで起こして。（2020年、住谷大晴）
  - 絶叫学級 転生（2020年、山倉、2022年、猛）
  - ハニーレモンソーダ（2020年、阿部さん、2021年、シロ）
  - 総長さま、溺愛中につき。（2021年、ナレーション）
  - 世良さんちの -ゆとりに恋する八重樫くん-（2021年、八重樫）
  - お姫さまの攻略法（2021年、星見）
  - 春にキス（2021年、咲良悠）
  - ティータイムに魔法をかけて（2021年、店長）
  - 苺ちゃんは大人になりたい（2021年、紅）
  - ミオの名のもとに（2021年、ジュライ）
  - オヤジ女子高生☆（2021年、モコ(男)）
  - 無敵のプリズム（2021年、神崎洸）
  - シアワセエレベーター（2021年 - 2022年、ウヅキ)
  - プロポーズしてもいいですか?（2021年、瑞季）
  - キミと恋とオカルト!（2021年、入川みなと）
  - 乙女の××できない事情（2021年、ショウ）
  - 不埒な神官は魔法拳士だけ口説かない（2021年、クレール）
  - 春雨と恋もよう（2021年、日向嵐士、2022年、巻野先生）
  - 放課後は君の彼女（2021年、千葉）
  - るるてる　ルル魔法学校においでよ（2021年、叶空の友人、2022年、梶尾八太郎）
  - 樋山くんの胸のうち（2022年、樋山くん）
  - 魔女の恋ぐすり（2022年、佐久間陽斗）
  - ジーザス!（2022年、住友風馬）
  - 召しませ! マーシー（2022年、押井）
  - 恋をするにはダメすぎる（2022年、根津）
  - ゼロの終活（2022年、凛々の父）
- ジャンプチャンネル
  - 夜桜さんちの大作戦（2020年 - 2021年、ゴリアテ）
  - あやかしトライアングル（2020年、シロガネ）
  - 私が甲子園に連れてったる!!（2020年、野球男児）
  - SAKAMOTO DAYS（2020年 - 2021年、ナレーション）
  - 詭弁学派、四ッ谷先生の怪談（2020年、 男子生徒）
  - ギャルかぞく（2021年、男子生徒）
  - Reプレイボール（2021年、強豪校選手）
  - 高校生家族（2021年、男性教員）
- KADOKAWAオフィシャルチャンネル
  - 波原さんはぶちまけたい!（2021年、男性社員）

### その他コンテンツ
- オズの魔法使いの交通ルール教習中！（案山子、ブリキ）
- 地球の薫り（ナレーション）
- バンダイ変身２トップスパジャマゲキレンジャー篇